# Такони (Верона)
Такони је насеље у Италији у округу Верона, региону Венето.
Према процени из 2011. у насељу је живело 249 становника. Насеље се налази на надморској висини од 157 м.